# Laurent Depoitre
Laurent Depoitre (Tournai, 7 de dezembro de 1988) é um futebolista profissional belga que atua como atacante. Atualmente defende o Gent.

## Carreira

### R.F.C. Tournai
Laurent Depoitre se profissionalizou no R.F.C. Tournai, em 2005.

### Huddersfield Town
Laurent Depoitre se transferiu para o Huddersfield Town, em 2013.